# Robert Venditti

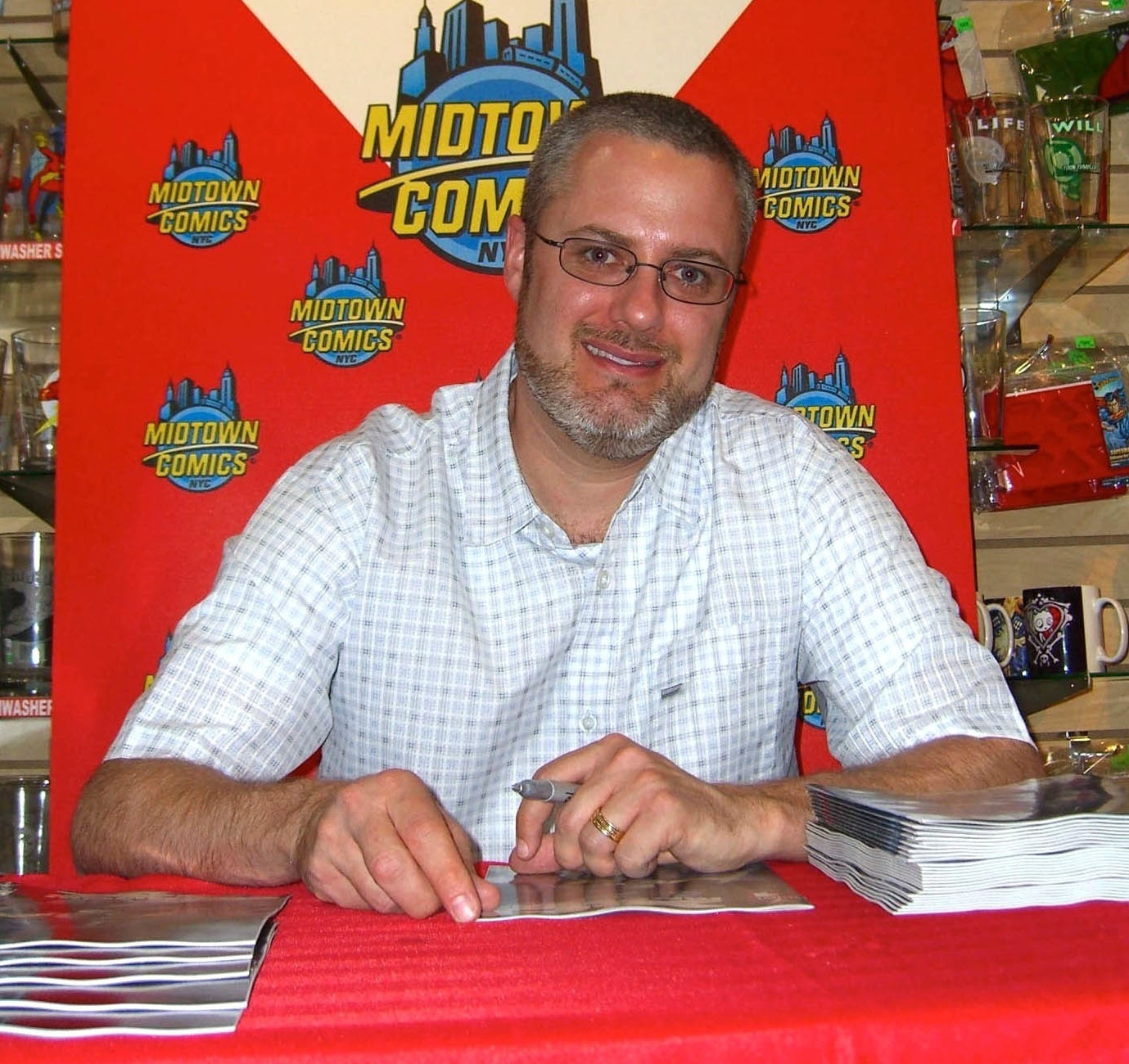
Venditti beim Signieren in Manhattan (2012)

Robert Venditti (* 18. August 1967 in Vereinigte Staaten) ist ein amerikanischer Comicautor. Er wurde bekannt für seine Arbeit am Comic Surrogates des Top-Shelf-Verlags, der als Kinofilm mit Bruce Willis in der Hauptrolle unter der Regie von Jonathan Mostow für Disney verfilmt wurde.